# Микијев точак забаве
Микијев точак забаве познат и као Сунчев точак, данас носи назив енг.  Pixar Pal-A-Round је панорамски ексцентрични точак висок 150 стопа (46 м) који се налази на  Рајском пристаништу   вештачке лагуне  у Дизнијевом калифорнијском авантуристичком тематском парку у Анхајму.
Атракција је отворена за јавност 8. фебруара 2001. на Рајском пристаништу као Сунчев точак. Инспирисан је Wonder Wheel-ом у забавном парку Deno's Wonder Wheel Amusement Park у Кони Ајланду, који такође има и клизне и фиксне гондоле,  Микијев точак има на предњој страни велико лице Микија Мауса са питооким очима у центру.

## Историја
Од 2001. до 2008. године, атракција је носила назив Сунчев точак и имала слику сунца на предњој страни у жутој боји. 
Године 2008. године, атракција је преименована у Микијев точак забаве, који је отворен 8. маја 2009. године. Сунце је замењено лицем Микија Мауса, а слике Микија Мауса, Шиље, Паје Патка Патка и Мини Мауса су накнадно додате на гондоле овог точка.
Дана 2. новембра 2017. године, Дизниленд  је најавио да ће точак забаве бити реновирана, што ће укључивати и осликане  Пиксарове (енгл. Pixar Animation Studios) ликове на гондолама, али са Микијевим лицем које ће остати са стране Микијевог точка забаве. 
Дана 23. јуна 2018. године, Микијев точак забаве је поново отворен, али овога пута под називом Pixar Pal-A-Round, због трансформације, ове атракција која сада садржи ликове из Пиксарових филмова на својим гондолама.

## Опис
Микијев точак забаве је ексцентрични точак, који се разликује од конвенционалних точкова по томе што се 16 од 24 гондоле возе по унутрашњим шинама тако да клизе ка унутра и ка споља док се точак ротира. Ово резултује интензивнијим доживљајем у 16 гондола, које су опремљене кесама за кориснике који пате од болести кретања (повраћање)  због дезоријентишуће природе вожње. Осталих осам гондола је причвршћено за обод точка и оне не клизе. Гости могу изабрати да се возе у клизним или фиксним гондолама, од којих свака може да прими осам људи.
Микијев точак  има на себи насликану главу Микија Мауса, док су на гондолама насликане теме из Пиксарових филмова као што су:
- У потрази за Немом,

- Невиђени
- У мојој глави (из 2015),
- Коко (из 2017)[2]

Од 2009. до 2018. године, у стационарним гондолама су биле слике Мики Маус, док су у клизним гондолама биле слике из Дизнијевих цртаних филмова Шиља, Паја Патак и Мини Маус.

## Ранг атрктивности точка
Део који се не љуља на Pixar Pal-A-Round  добио је просечну оцену 4,66 од 10, док је део који се љуља добио просечну оцену 1,33.
Гондоле које се љуљају су описане као  застрашујуће и  јединствено искуство.
У мају 2019. године, вожња је рангирана као 24. најбоља атракција у парку од 25 од стране часописа Time Out.
Рецензент Your USA City Guide точак је описао  као  далеко страшније него што се чини.
Микијев  точак забаве је био рангиран као други најбољи панорамски точак на свету од стране Fodor's-а у јуну 2017. године.
У децембру 2014. уредник часописа Paste, Garrett Martin  сврстао је вожњу  на овом точку као шесту најбољу атракцију у парку.